# Rivière Dufresne (rivière Ouareau)
Pour les articles homonymes, voir Dufresne.
La rivière Dufresne est un affluent de la rivière Ouareau, coulant sur la rive nord du fleuve Saint-Laurent, au Québec, au Canada. Elle traverse les municipalités régionales de comté :
- MRC Les Laurentides (région des Laurentides) : municipalité de Lantier ;
- MRC de Matawinie (région administrative de Lanaudière) : municipalité de Notre-Dame-de-la-Merci.

Le cours de la rivière Dufresne se situe dans une petite vallée forestière bordée de montagnes. Il traverse le village de Notre-Dame-de-la-Merci. La partie supérieure de ce bassin hydrographique est accessible par le chemin du 9e rang et le Chemin des Hauteurs ; la partie inférieure, par le chemin Dufresne, la route 125 et le chemin de Notre-Dame-de-la-Merci.

## Géographie
La rivière Dufresne prend sa source à l'embouchure du lac Dufresne (longueur : 1,8 km ; altitude : 464 m), comportant trois grandes baies. La villégiature est développée autour du lac Dufresne et du lac Creux (situé au sud-est du premier).
L'embouchure du lac Dufresne est situé au sud-est du lac, soit à 8,8 km au sud-est du lac Ouareau, à 6,2 km au nord du centre du village de Lantier et à 17,6 km à l'ouest de la confluence de la rivière Dufresne.
À partir de l'embouchure du lac Dufresne, la rivière Dufresne coule sur 29,6 km, selon les segments suivants :
- 3,4 km vers le sud-est dans Lantier formant deux courbes vers le sud-ouest, jusqu'au pont du Chemin des Hauteurs ;
- 7,1 km vers le nord-est, serpentant jusqu'à la limite de Notre-Dame-de-la-Merci ;
- 6,6 km vers le nord-est dans Notre-Dame-de-la-Merci, recueillant les eaux de la décharge du lac Noir et de la décharge du lac Arthur, jusqu'au Crique Saint-Loup (venant du nord-ouest) ;
- 1,6 km vers le sud-est, en traversant le lac Nomade (altitude : 378 km) en coupant le chemin Montée de la Réserve, jusqu'à la décharge du lac à Galarneau (venant du sud-ouest) ;
- 1,1 km vers le nord-est, en passant du côté sud du village de Notre-Dame-de-la-Merci, jusqu'au pont de la route 125 ;
- 9,8 km vers le nord-est, en passant du côté sud du lac des Épinettes autour duquel un hameau s’est formé, jusqu'à la confluence de la rivière[2].

La rivière Dufresne se déverse sur la rive ouest de la rivière Ouareau laquelle descend vers le sud-est jusqu'à la rive nord de la rivière L'Assomption. La confluence de la rivière Dufresne est située du côté sud du hameau du lac Blanc, à :
- 6,7 km au sud-est du centre du village de Notre-Dame-de-la-Merci ;
- 9,3 km à l'est du lac Ouareau ;
- 6,9 km au nord-ouest de la limite de Chertsey.

## Toponymie
Le toponyme rivière Dufresne figure en 1914 dans le Dictionnaire des rivières et des lacs de la province de Québec (1914). Il évoque l’œuvre de vie de Benjamin Dufresne (né en 1864 à Sainte-Agathe-des-Monts, décédé en 1942 à Montréal). Il a été le premier membre de la famille Dufresne à s'établir au XIXe siècle le long de ce cours d'eau.
Le toponyme rivière Dufresne est officialisé le 5 décembre 1968 à la Commission de toponymie du Québec.